# Elezioni parlamentari in Serbia del 2003
Le elezioni parlamentari serbe del 2003 si sono tenute il 28 dicembre. Dopo un periodo di consultazioni, nel marzo 2004 è divenuto Primo ministro Vojislav Koštunica, leader del Partito Democratico di Serbia.

## Risultati
| Liste                                                                      | Voti      | %     | Seggi |
| -------------------------------------------------------------------------- | --------- | ----- | ----- |
| Partito Radicale Serbo                                                     | 1 056 256 | 27,98 | 82    |
| Partito Democratico di Serbia - Vojislav Koštunica (DSS - SLS - SDS - NDS) | 678 031   | 17,96 | 53    |
| Partito Democratico - Boris Tadić (DP - GSS - DC - SDU - LZS)              | 481 249   | 12,75 | 37    |
| G17 Plus - Partito Socialdemocratico                                       | 438 422   | 11,61 | 34    |
| Movimento del Rinnovamento Serbo - Nuova Serbia                            | 293 082   | 7,76  | 22    |
| Partito Socialista di Serbia                                               | 291 341   | 7,72  | 22    |
| Insieme per la Tolleranza (LSV - VMSZ/SVM - SDP - LZŠ)                     | 161 765   | 4,29  | –     |
| Alternativa Democratica                                                    | 84 464    | 2,24  | –     |
| Per l'Unità Nazionale (SSJ - NSS - NS - NDS - SS)                          | 68 537    | 1,82  | –     |
| Otpor!                                                                     | 62 545    | 1,66  | –     |
| Serbia Indipendente (DHSS - DSO - SS - DPRS)                               | 45 211    | 1,20  | –     |
| Partito Popolare Socialista - Blocco Popolare                              | 27 596    | 0,73  | –     |
| Liberali di Serbia                                                         | 22 852    | 0,61  | –     |
| Riformisti di Voivodina                                                    | 19 464    | 0,52  | –     |
| Difesa e Giustizia (SD - NSP - SRP - SDPZ)                                 | 18 423    | 0,49  | –     |
| Forza Economica della Serbia e della Diaspora                              | 14 113    | 0,37  | –     |
| Partito del Lavoro di Serbia                                               | 4 666     | 0,12  | –     |
| Sinistra Jugoslava                                                         | 3 771     | 0,10  | –     |
| Alleanza dei Serbi di Voivodina                                            | 3 015     | 0,08  | –     |
| Totale                                                                     | 3 774 802 | 100   | 250   |